# Loi fédérale sur la réduction des émissions de CO2
Lire en ligne

Site officiel

La loi fédérale sur la réduction des émissions de CO2 (loi sur le CO2) est une loi fédérale suisse régissant la réduction des émission de dioxyde de carbone pour atténuer le changement climatique.

## Contexte
Depuis 1992, la Convention-cadre des Nations unies sur les changements climatiques entend stabiliser « les concentrations de gaz à effet de serre dans l’atmosphère à un niveau qui empêche toute perturbation anthropique dangereuse du système climatique » (en vigueur pour la Suisse depuis 1994).
En 2017, la Suisse ratifie l'Accord de Paris sur le climat, qui prévoit de maintenir l'augmentation de la température moyenne de la planète bien en dessous de 2 °C par rapport aux niveaux préindustriels, de préférence à 1,5 °C.
En 2019, l'initiative populaire « pour un climat sain (initiative pour les glaciers) », demandant zéro émission nette en 2050 et une réduction au moins linéaire d'ici-là, est déposée. En 2020, le Conseil fédéral propose un contre-projet. En 2022, le parlement adopte le contre-projet nommé « loi fédérale sur les objectifs en matière de protection du climat », qui reprend l'objectif de zéro émission nette en 2050, avec des objectifs intermédiaires.
En 2022, les Verts et le Parti socialiste lancent l'initiative populaire « pour un fonds climat » qui vise à investir 3 à 7 milliards de francs pour la transition écologique.

## Historique

### Adoption
La première version de la loi sur le CO2 a été adoptée en 1999 et est entrée en vigueur en 2000.

### Révision totale de 2011
La deuxième version de la loi sur le CO2 a été adoptée en 2011 et est entrée en vigueur en 2013.

### Projet de révision totale de 2020

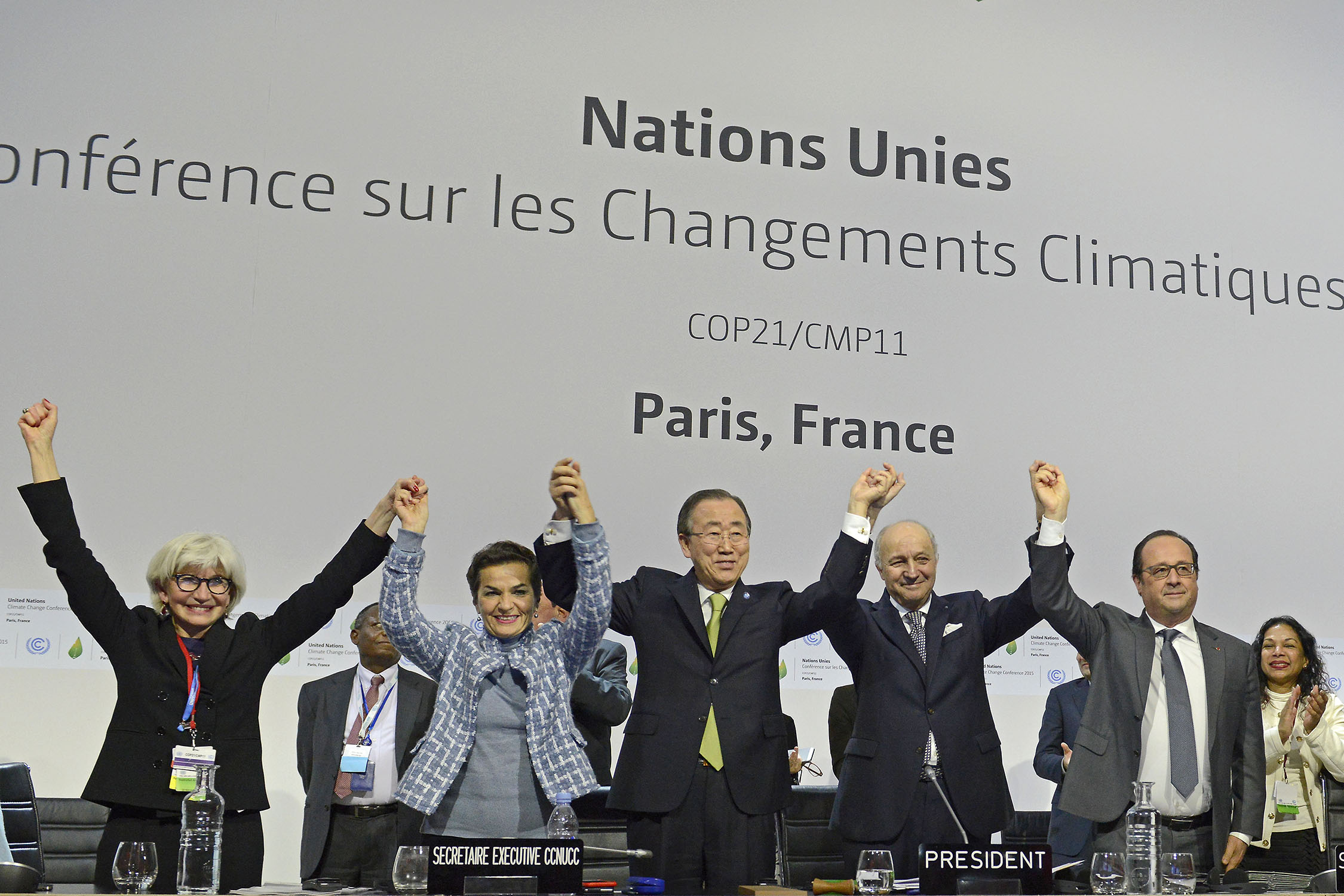
Séance plénière de la COP21 adoptant l’Accord de Paris en 2015.

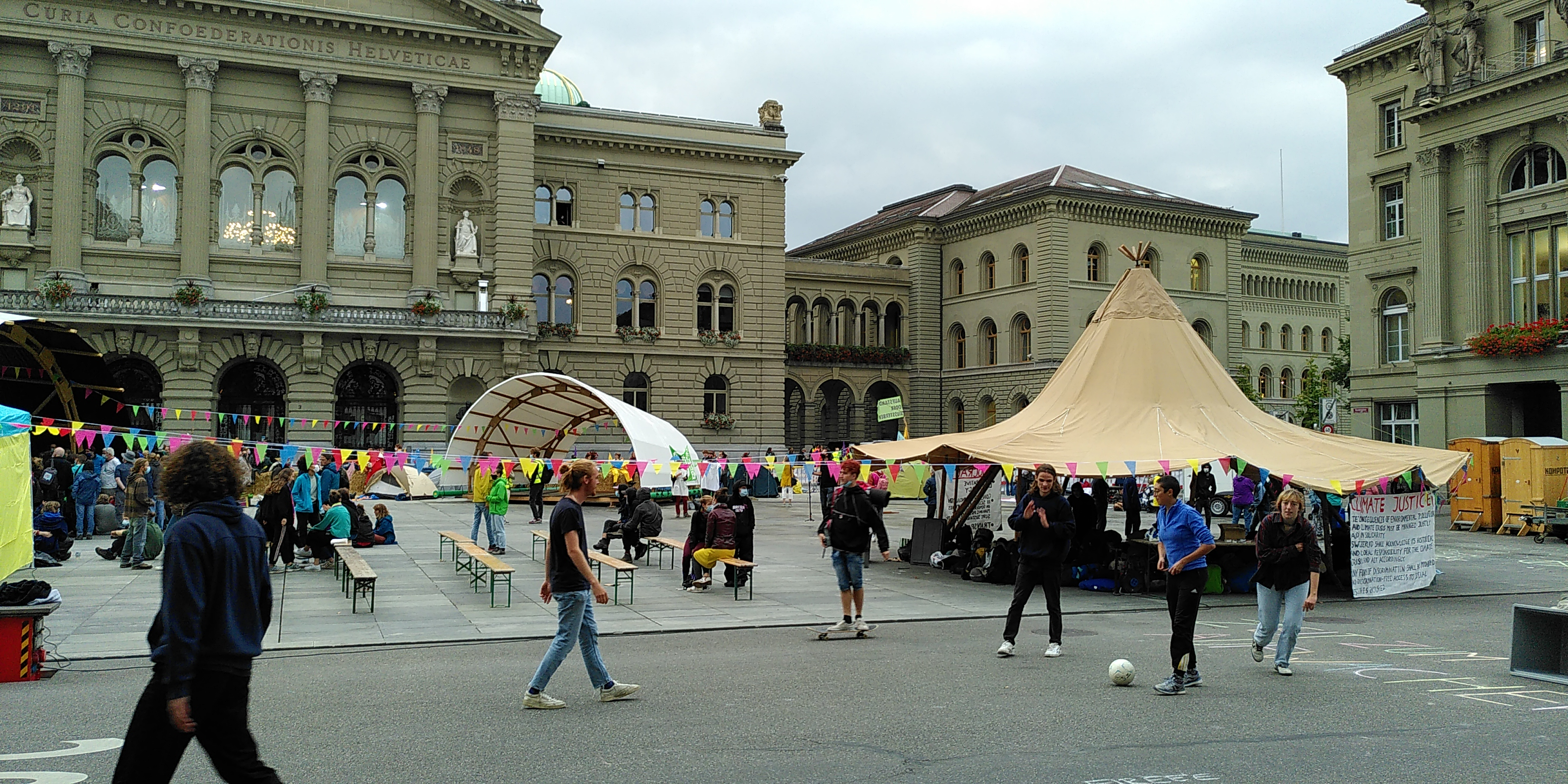
En septembre 2020, des militants pour le climat ont campé devant le Palais fédéral la semaine où la loi a été adoptée.

À la suite de l'adoption de l'Accord de Paris sur le climat en 2015, le Conseil fédéral a proposé en 2017 une révision totale de la loi sur le CO2 pour la période postérieure à 2020. Lors des débats au Conseil national, le projet de loi a été considérablement affaibli puis finalement rejeté en décembre 2018,.
À la suite du Rapport spécial du GIEC sur les conséquences d'un réchauffement planétaire de 1,5 °C d'octobre 2018 et au lancement de l'« initiative pour les glaciers » en janvier 2019, le Conseil fédéral a annoncé en août 2019 avoir fixé l'objectif de neutralité carbone pour 2050,. En septembre 2020, l'Office fédéral de l'environnement a écrit que « l'objectif de zéro émission nette peut et doit être atteint principalement en abandonnant les combustibles fossiles (en particulier le pétrole, le gaz, l'essence et le Diesel) ».
En automne 2019, faisant suite aux grève étudiante pour le climat, le Conseil des États a repris le projet du Conseil fédéral. En septembre 2020, après les élections fédérales de 2019, le nouveau projet est approuvé par l'Assemblée fédérale. Le 25 septembre 2020, le Conseil des États adopte la révision totale en vote final par 33 voix contre 5 et 6 abstentions, le Conseil national fait de même plus tard dans la matinée par 129 contre 59 et 8 abstentions.
Nouvelles mesures, :
- Objectif de limiter le réchauffement climatique à 1,5 degré ;
- Objectif de réduire les émissions de CO2 de 50 % d'ici 2030 (par rapport à 1990) ;
- Trois quarts des réductions de CO2 devront être réalisées en Suisse ;
- Taxe sur les billets d'avion de ligne et les jets privés ;
- Réduction des émissions de CO2 des nouveaux chauffages ;
- Augmentation du plafond de la taxe sur les combustibles fossiles ;
- Les importateurs de carburant devront compenser leurs émissions ;
- Redistribution d'une grande part de la taxe CO2 à la population ;
- Création d'un Fonds pour le climat pour financer des projets ;
- L'Autorité fédérale de surveillance des marchés financiers et la Banque nationale suisse mesurent les risques financiers climatiques.

Lors des votations fédérales du 13 juin 2021, un référendum est tenu et la révision de la loi sur le CO2 est rejetée par 51,59 % des votants.

### Nouveau projet de révision
En septembre 2021, le Conseil fédéral annonce qu'il proposera un nouveau projet de loi d'ici la fin de l'année et que le projet n'introduira pas de nouvelle taxe et misera sur les incitations. Selon les Académies suisses des sciences, le projet ne permettra d'atteindre les objectifs climatiques que par l’achat massif de certificats étrangers, et cela aux frais des contribuables plutôt que des pollueurs de l’intérieur du pays.
En décembre 2021, le Conseil fédéral met en consultation le nouveau projet de loi, avec l'objectif de réduire les émissions de moitié d'ici 2030 ainsi que des incitations pour isoler les bâtiments et le remplacement de chauffages.
En mars 2024, le parlement adopte la modification de la loi sur le CO2. Le projet mise sur des incitations. Une des principales mesures est la reprise des limites d'émission de CO2 des voitures neuves de l'Union européenne.

## Autres lois

### Loi sur les objectifs de protection du climat
En 2022, le parlement adopte la loi sur les objectifs en matière de protection du climat, sur l’innovation et sur le renforcement de la sécurité énergétique. Cette loi est un contre-projet à l'initiative populaire « pour un climat sain (initiative pour les glaciers) ». Elle est soutenue par tous les partis, sauf l'UDC. Elle est soumise en votation populaire le 18 juin 2023 et acceptée par 59 % des votants.

### Loi sur l’énergie et loi sur l’approvisionnement en électricité
Lors de la votation fédérale du 9 juin 2024, les citoyens devront se prononcer sur la loi fédérale du 29 septembre 2023 relative à un approvisionnement en électricité sûr reposant sur des énergies renouvelables (modification de la loi sur l’énergie et de la loi sur l’approvisionnement en électricité).

### Bases légales
- Accord de Paris sur le climat du 12 décembre 2015 (état le 18 mai 2020), RS 0.814.012. (article)
- Loi fédérale sur la réduction des émissions de CO2 (Loi sur le CO2-1999) du 8 octobre 1999 (cette loi n'est plus en vigueur ; voir ci-dessus et la page de l'historique).
- Loi fédérale sur la réduction des émissions de CO2 (Loi sur le CO2) du 23 décembre 2011 (état le 1er janvier 2020), RS 641.71.
- Projet de nouvelle loi sur le CO2 (2020)

### Messages du Conseil fédéral
- « Message relatif à la loi fédérale sur la réduction des émissions de CO2 du 17 mars 1997 », Feuille fédérale, vol. III, no 21,‎ 3 juin 1997, p. 395-466 (lire en ligne).
- « Message relatif à la politique climatique suisse après 2012 du 26 août 2009 », Feuille fédérale, no 44,‎ 3 novembre 2009, p. 6723-6818 (lire en ligne).
- « Message relatif à la révision totale de la loi sur le CO2 pour la période postérieure à 2020 du 1er décembre 2017 », Feuille fédérale, no 4,‎ 30 janvier 2018, p. 229-372 (lire en ligne).